# بيتر هانان
بيتر هانان (بالإنجليزية: Peter Hannan)‏ هو لاعب كرة قدم أسترالية أسترالي، ولد في 18 أكتوبر 1908، وتوفي في 4 مايو 1938.

## وصلات خارجية
- بيتر هانان على موقع AustralianFootball.com (الإنجليزية)
- بيتر هانان على موقع AFLtables.com (الإنجليزية)